# Volto Santo
Святой Лик (итал. Volto Santo) — иконографический тип изображения распятого Христа, распространённый в западноевропейском искусстве. В таких изображениях Спаситель представлен в длинной тунике, перевязанной поясом. Это изображение восходит к более древнему оригиналу, согласно легенде вырезанному из дерева Святым Никодимом, свидетелем казни Христа. «Святой лик» (Volto Santo) упоминается в поэме Данте «Божественная комедия» (Ад, XXI, 48).
См. также: Распятие Христа-Царя.

## Иконография
Деревянные образы «Volto Santo» обычно раскрашены. Распятый Христос показан с раскрытыми глазами, в диадеме или короне и в обуви (атрибуты царственности). Такие Распятия покрывали золотой парчой, имитирующей подир (греч. ποδήρης, лат. poderis, ивр. מעיל‎ — «мэиль») — старинная еврейская верхняя длинная одежда, которая надевалась на хитон; облачение иудейских первосвященников (ветхозаветных священников) и царей. В русском Синодальном переводе Библии — «верхняя» и «длинная одежда», «верхняя риза». Как одежда первосвященника, подир имел форму подризника с отверстием для головы, без рукавов.
Подир и «золотой пояс», опоясывающий фигуру «по персям» (по груди), упоминаются в Откровении Иоанна Богослова (Апокалипсисе): сам Господь представляется облечённым в подир (Откр. 1:13). На этом основании образ «Volto Santo» считают отражением мистического видения Иоанна Богослова, описанного в Апокалипсисе, — символом грядущей Славы; золотой пояс означает чистоту помыслов и мировую гармонию.
Изображения «Volto Santo» довольно редки. Наиболее известно деревянное Распятие из собора Сан-Мартино в Лукке. Свой иконографический вариант создал выдающийся итальянский живописец Пьеро ди Козимо. Художник представил распятого Христа в подире и в короне на фоне пейзажа. У Его ног — чаша Никодима с кровью Спасителя. Похожее изображение XIII в. сохранилось на фрагменте фрески в базилике Космы и Дамиана на Римском форуме. Подобные изображения были распространены на свинцовых медальонах, которые уносили паломники из Лукки.
Однако скульптура из Лукки не имеет отношения к ломбардской или тосканской скульптуре VIII, X или XI века. Иконография распятого Христа, полностью облачённого в мантию или колобий, более известна на Востоке, чем на Западе, хотя Распятие, вырезанное в круглой форме почти в натуральную величину, противоречит византийским нормам.
Распятия Христа в натуральную величину были более распространены в Германии с конца XI века. Длинная мантия может быть результатом византийского влияния, хотя существует также множество западных примеров в иллюминированных рукописях Оттона и в других источниках. Пояс Святого Лика беспрецедентен в Распятиях как Востока, так и Запада.
- М. Чивитали. Темпьетто Святого Лика (Тempietto del Volto Santo). 1484. Собор Сан-Мартино, Лукка
- (Святой лик). Деталь. 770–880. Дерево, роспись, золочение. Собор Сан-Мартино, Лукка
- Volto Santo (Святой лик). Деталь фрески. XIII в. Базилика Космы и Дамиано, Рим
- Volto Santo. XVII в. Церковь Сант-Адреа, Пистоя
- Пьеро ди Козимо. Volto Santo. После 1510. Дерево, масло. Музей изобразительных искусств, Будапешт
- Неизвестный мастер.  Volto Santo. Церковь Сан-Сальваторе-аль-Монте, Флоренция
- Распятие церкви Сан-Сальваторо-ин-Лауро, Рим
- Volto Santo в окружении святых Роха и Себастьяна. 1529. Мрамор. Церковь Сан-Пьетро, Монтемарчелло
- Медальон паломника. 1100-е. Свинец. Музей Бергена, Норвегия

## История Святого Лика собора Сан-Мартино в Лукке
«Святой Лик из Лукки» расположен в отдельно стоящей восьмиугольной капелле (темпьетто, или «маленьком храме») из каррарского мрамора, в левом трансепте собора, построенной в 1484 году архитектором и скульптором Маттео Чивитали. Древняя деревянная скульптура высотой 2,4 м изображает распятого Христа. Средневековые легенды гласят, что скульптуру изваял сам Никодим, который помог святому Иосифу Аримафейскому поместить Христа в гробницу после Распятия. Те же легенды относят чудесное прибытие святыни в Лукку в базилику Сан-Фредиано и перенос её в собор в 782 году нашей эры («De Invente, Reverevere ac Translatione Sanctissimi Vultus», или «Leggenda di Leobino»). Детали этой агиографической легенды также позволяют предположить, что изображение ранее находилось в Луни в Лигурии, бывшей кафедре епископства, давнем сопернике Лукки. Луни был византийским владением, которое было разграблено сарацинами, оспаривалось между византийцами и лангобардами и к восьмому веку превратилось в заброшенное место.
В Лукке 13 сентября проводят ежегодное шествие при свечах «Луминара», посвящённое Святому Лику, накануне религиозных праздников на следующий день. Процессия, которая в наше время уже не включает скульптуру, как в прошлом, двигается к собору от базилики Сан-Фредиано, где цикл фресок увековечивает легенду о том, как Никодим изваял образ из ливанского кедра, но сам лик ему не давался. Проснувшись после долгого сна, Никодим обнаружил Святой Лик, завершённый ангелом. В восточном христианстве подобные легенды относят к так называемым «ахиропиитам» (acheiropoieta), «нерукотворным образам».
В одном из вариантов легенды рассказывается, как обнаруженное в пещере на Святой Земле «епископом Гуальфредом», ведомым вещим сном, чудесное Распятие сначала было доставлено в тосканский порт Луни на лодке без парусов и экипажа. Но жители Луни, попытавшись сесть на лодку, обнаружили, что она вырывается из их рук. Тогда Святой лик был положен в пустую лодку и выпущен в открытое море. Однако никому не удавалось приблизиться к лодке, пока не прибыл луккский епископ, видевший накануне пророческий сон о том, что Святой лик должен быть перевезён в Лукку.
Легенда приводит изображение от берега моря в Лукку на повозке, запряжённой волами без погонщика, что является ещё одной чудесной демонстрацией «правильности» владения им городом Луккой. Оно было помещено в церковь Сан-Фредиано, но чудесным образом переносится в церковь Сан-Мартино, что было истолковано как основание для выбора этой церкви в качестве собора. Таким образом, обладание изображением Лукки, а не Луни, и его расположение в законной церкви, были оправданы легендой.
Популярность святыни поддерживалась многими рассказами паломников, сделавших собор Лукки целью своих путешествий со всех концов Европы. Как и другие известные реликвии или изображения, такие как Пояс Мадонны из Прато, Распятие было доступно только в определённые дни в году, и некоторое время скульптура была покрыта настоящей одеждой, а затем появился резной халат из дерева. «Ликом Лукки» клялись многие монархи, например Вильгельм II в Англии. Святой Лик появился на средневековых монетах Лукки.

## Легенда о скрипаче
В средневековье была популярна легенда о бедном паломнике, скрипаче (впервые записана в XII веке), поклоннике статуи, получившим башмак из драгоценного металла. В разных вариантах статуя позволяет туфле упасть или пинает её скрипачу, вознаграждая его за то, что он часто играет перед статуей: туфелька наполняется золотыми монетами, скрипач может её вернуть статуе, и подарок будет повторён. Скрипача можно судить за кражу туфельки, но он избежит осуждения. Легенда отчасти порождена средневековым устройством, когда для приёма подношений устанавливалось приспособление в форме чаши с трубкой, по которой подношения переносились в хранилище под алтарем.

## Ленеда о Вильгефортис
В конце XIV века похожий Святой Лик вызывал чудеса и почитание в Нидерландах, Баварии и Тироле, хотя его связь с Луккой была забыта и длинное одеяние статуи, по-видимому, означало, что это женщина. В связи с бородой скульптуры возникла легенда о молодой дворянке, которая чудесным образом отрастила бороду, чтобы сохранить свою девственность. Её отец, которого часто называют королем Португалии, решил отдать её замуж за короля-язычника. Вильгефортис, принявшая обет вечной девственности, молилась, чтобы она стала отталкивающей для будущего мужа. В результате у неё выросла длинная распущенная борода. В ярости отец распял её. Эта легенда сохранилась вплоть до XIX века.
- Чудесное перемещение Святого Лика. Фреска. Церковь Сан-Фредиано, Лукка
- А. Аспертини. Перенесение Святого лика в Лукку. 1508-1509. Фреска. Капелла Сант-Агостино, Церковь Сан-Фредиано, Лукка
- Легенда о скрипаче. 1400–1420. Миниатюра Кодекса Рапонди, Париж
- Легенда о скрипаче. 1492. Гравюра на дереве. Любек
- Распятие собора в Брауншвайгере
- Святой Лик Лукки со святыми Кириком и Иулиттой. Фреска. Деталь